# Haus Wahnfried

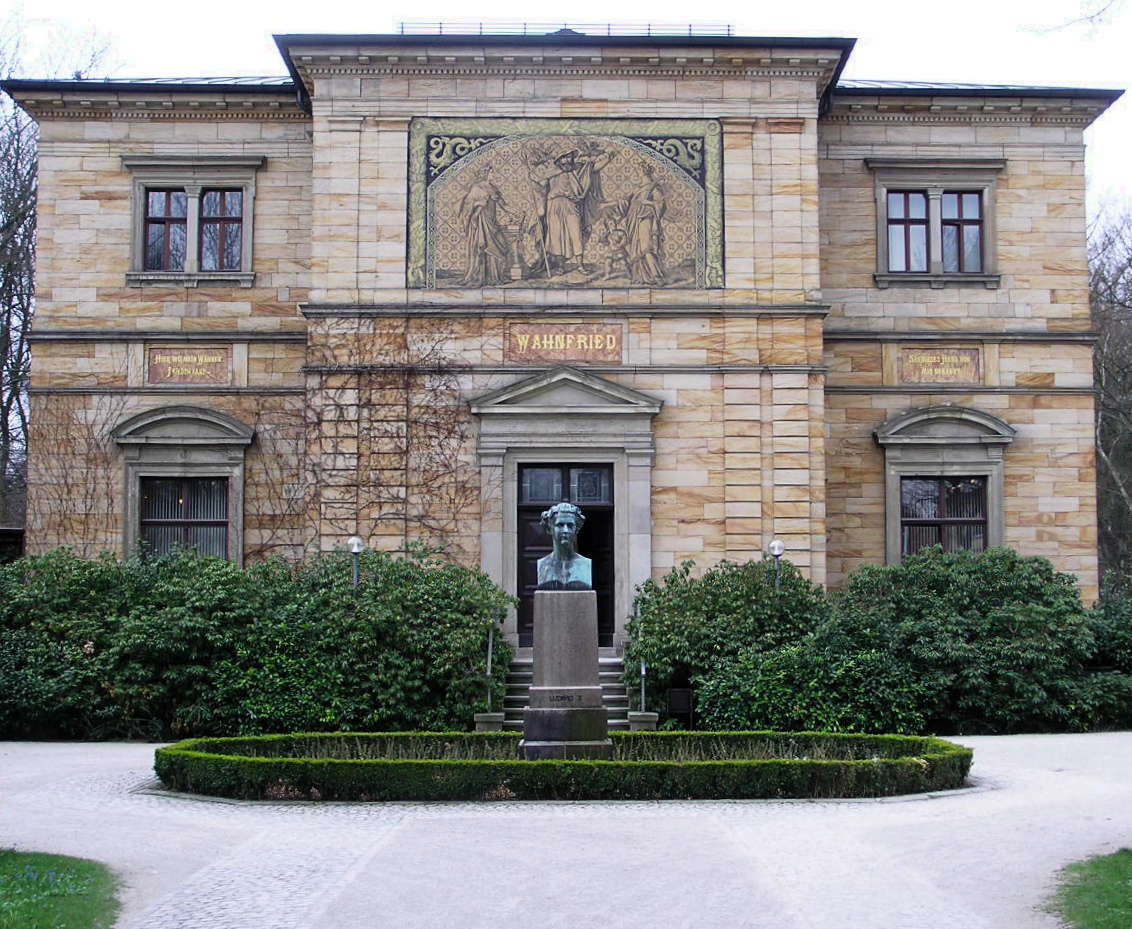
Haus Wahnfried

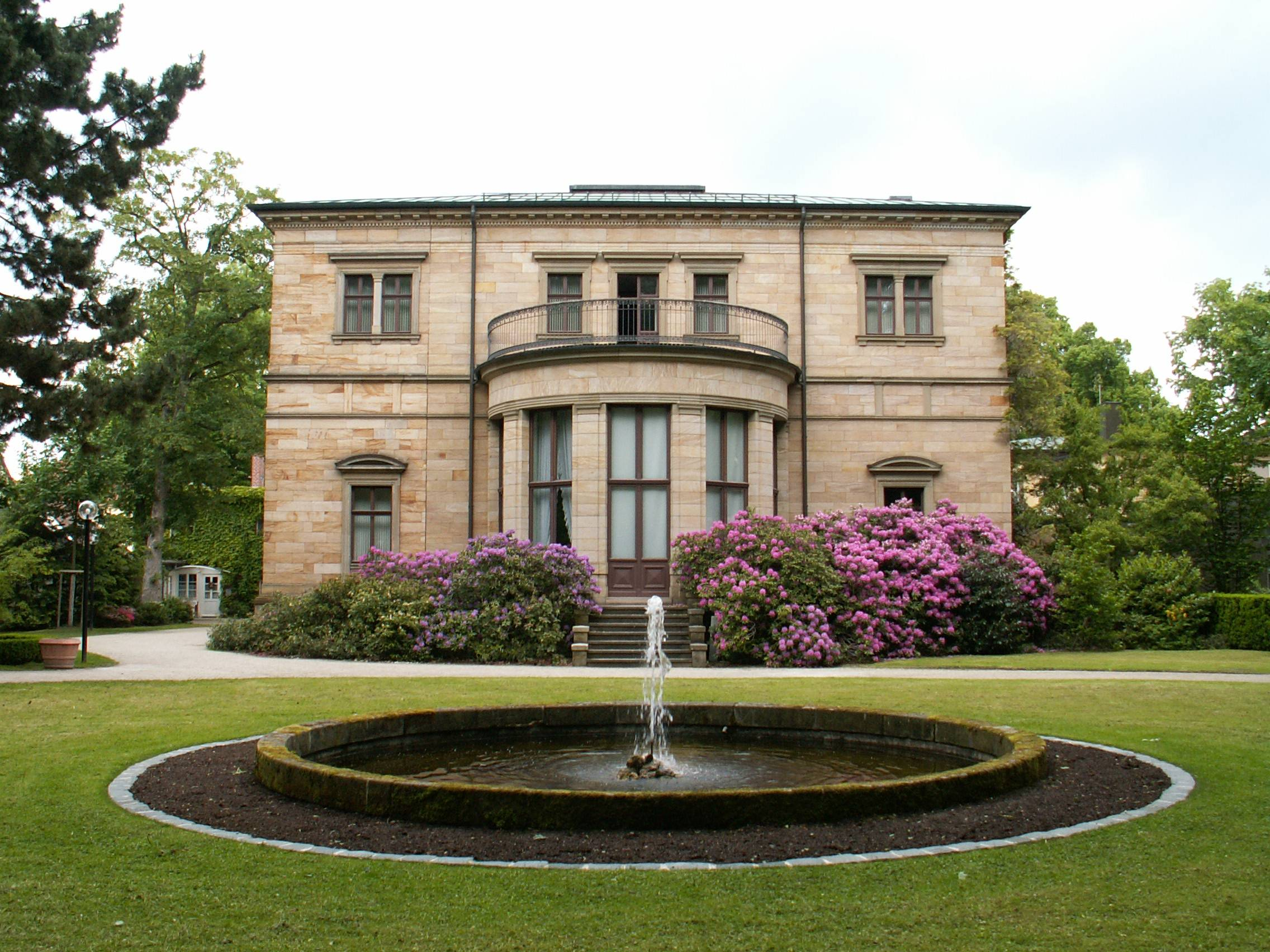
Rückansicht

Das Haus Wahnfried (auch: Villa Wahnfried) am Rande des Bayreuther Hofgartens ist das ehemalige Wohnhaus Richard Wagners in den Jahren 1874 bis 1883. Seit 1976 beherbergt das Haus Wahnfried das Richard-Wagner-Museum.

## Geschichte und Beschreibung

Haus Wahnfried 1875

Der Name des Hauses wird durch den Spruch, der auf seiner Vorderseite eingraviert ist, verständlich:

„Hier wo mein Wähnen Frieden fand – Wahnfried – sei dieses Haus von mir benannt.“

Nach einem Tagebucheintrag Cosima Wagners vom 4. Mai 1874 stand der hessische Ort Wanfried bei Eschwege Pate für die Benennung des Hauses:

„… in Hessen gäbe es einen Ort Wahnfried, es habe ihn (Wagner) so mystisch berührt, diese Zusammensetzung der beiden Worte, und wie das Gedicht von Goethe, was nur zu dem Weisen gesprochen sei, so würde nur der Sinnige ahnen, was wir darunter verstehen.“

Nachdem Wagner in Bayreuth kein passendes Haus gefunden hatte, wählte er ein Wiesengrundstück am Rennweg (heute Richard-Wagner-Straße) direkt am Hofgarten als Bauplatz für sein künftiges Wohnhaus. Am 6. Januar 1872 teilte der königliche Hofsekretär Lorenz von Düfflipp Wagner mit, dass der König ihn ermächtigt habe, Wagner sukzessive bis zu 25.000 Taler als Beihilfe zum Grundstückserwerb und Wohnhausbau auszuzahlen. Wagner erwarb den Bauplatz am 1. Februar 1872 für 12.000 Gulden.

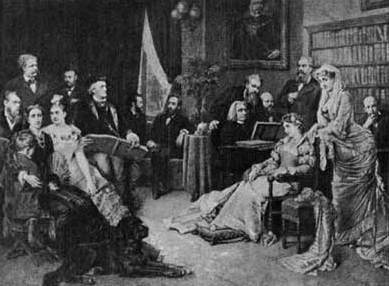
Richard Wagner in Wahnfried, am Klavier sein Schwiegervater Franz Liszt (Gemälde von Georg Papperitz)

Das von Baumeister Carl Wölfel nach den Vorstellungen von Richard Wagner und abgeänderten Plänen des Berliner Architekten Wilhelm Neumann errichtete Gebäude war somit weitgehend ein Geschenk König Ludwigs II. von Bayern, dessen jugendliche Büste vor dem Haus aufgestellt ist. Die Bau- und Einrichtungsarbeiten gestalteten sich weitaus schleppender als geplant und wurden für Wagner zu einer Quelle ständigen Verdrusses, weshalb er das Haus zu dieser Zeit nur „Ärgersheim“ nannte. Der Bau wurde 1872 begonnen und 1874 fertiggestellt. In jenem Jahr zog Wagner mit seiner Frau Cosima und den Kindern Daniela, Blandine, Isolde, Eva und Siegfried am 28. April ein. Im Haus Wahnfried, oft auch als „Villa Wahnfried“ bezeichnet, vollendete er die Oper Götterdämmerung und arbeitete an Parsifal. Wagner litt in seinen letzten Lebensjahren vor allem im Winter sehr unter dem rauen Bayreuther Klima, was ihn bewog, dem mehr und mehr zu entfliehen und sich mit der ganzen Familie monatelang in Italien aufzuhalten. Während seines letzten Aufenthalts (von September 1882 bis Februar 1883) starb er am 13. Februar 1883 in Venedig. Sein Leichnam wurde nach Bayreuth überführt, wo er in einer Gruft im Garten des Hauses Wahnfried am 18. Februar 1883 beigesetzt wurde. Seine Frau Cosima wurde nach ihrem Tod im 93. Lebensjahr am 1. April 1930 in Coburg eingeäschert und ihre Urne in der Südseite des Grabhügels bestattet. Ihr Vater Franz Liszt, der 1886 in einem gegenüberliegenden Haus (heute: Wahnfriedstraße 9) verstorben war, wurde nach seinem Tod in Wahnfried aufgebahrt.
1894 ließ sich Siegfried Wagner das östliche Nebengebäude, das Richard Wagner bereits 1879 hatte erweitern wollen, in der Art einer kleinen Villa in italianisierendem Neurenaissance-Stil zum eigenen Wohnhaus umbauen und ein zweites Geschoss aufsetzen. 1932 wurde es durch Hans Reissinger um einen Flachbau an der Nordseite erweitert und mittels eines Verbindungstrakts an der Südwestseite mit Wahnfried verbunden. Nach Siegfried Wagners Tod am 4. August 1930 diente es seiner Witwe Winifred als Gästehaus, unter anderem für Arturo Toscanini (1931) und Richard Strauss (1933/34).

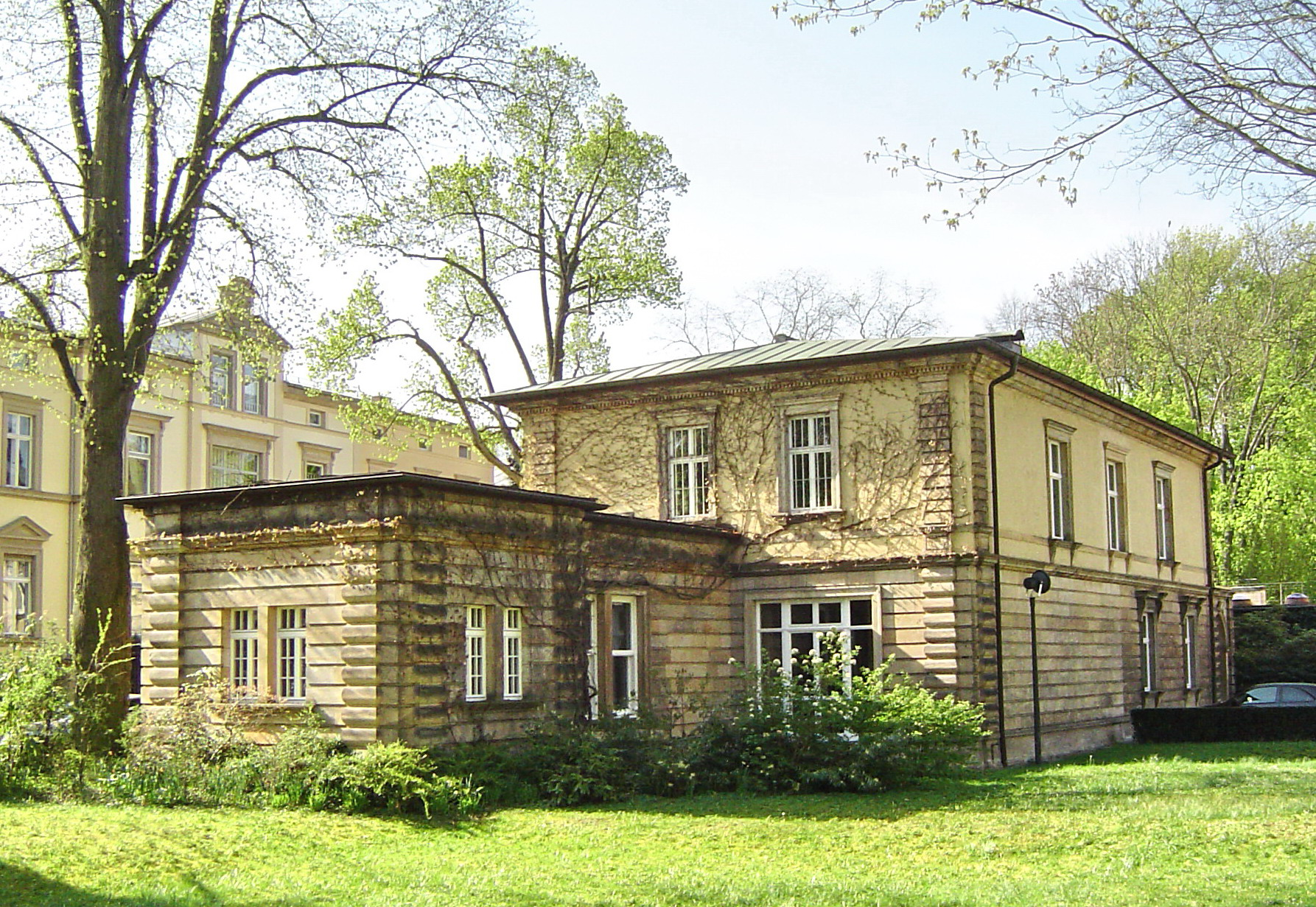
Siegfried-Wagner-Haus

Am 1. Oktober 1923 betrat Adolf Hitler erstmals das Anwesen, Winifred Wagner führte ihn in das Haus Wahnfried und den Wahnfried-Kreis um Houston Stewart Chamberlain ein. Während der Festspiele von 1936 bis 1938 bewohnte er das Siegfried-Wagner-Haus, das bald nur noch „Führerbau“ genannt wurde. In dessen Musikzimmer lud Hitler nach den Premieren zu Künstlerempfängen. Am 25. Juli 1936 suchten ihn dort drei Abgesandte des spanischen Putschgenerals Francisco Franco auf, dem er daraufhin kurz vor Mitternacht Hilfe in Form von zwanzig Transportflugzeugen bewilligte (→ Unternehmen Feuerzauber). Mit dem Ende des Zweiten Weltkriegs wurde das Gebäude von den US-Amerikanern beschlagnahmt, die dort erst einen Verhörraum, später einen Offiziersklub und ein Bordell einrichteten. 1957 bezog Winifred Wagner das Siegfried-Wagner-Haus. Heute befinden sich dort die Verwaltungsräume des Richard-Wagner-Museums mit Nationalarchiv der Richard-Wagner-Stiftung Bayreuth.
Am 5. April 1945 wurde Wahnfried bei einem der US-amerikanischen Luftangriffe auf Bayreuth durch den Einschlag einer Fliegerbrandbombe aus südlicher Richtung in den Saal zur Hälfte zerstört, der Saal samt Rotunde und darüberliegender Etage sowie der südöstliche Teil des Hauses wurden weggesprengt. Dabei wurde sämtliches originales Interieur und Mobiliar vernichtet, jedoch nicht die kurz zuvor ausgelagerte Bibliothek sowie Gemälde und Dokumente des Richard-Wagner-Familienarchivs mit den Partituren Wagners. Nach der Besetzung Bayreuths durch amerikanische Truppen am 14. April 1945 diente das erhalten gebliebene und beschlagnahmte Siegfried-Wagner-Haus bis 1957 als Hauptquartier des Counter Intelligence Corps (CIC) und Offizierskasino der US-Army. Ein Foto, das den in der verwüsteten Halle auf Wagners Steinway-Flügel spielenden US-Caporal Lester Carlson zeigte, ging 1945 durch die Weltpresse.
1949 wurde Wahnfried durch Abmauerung der offenen Seiten nach einem Entwurf Hans Reissingers provisorisch-nüchtern und unvollständig wiederhergestellt, um es für Wohnzwecke der Familie nutzbar zu machen. Die unbeschädigte Eingangsfassade und die Westseite blieben erhalten, während der restliche und zerstörte Teil des Hauses modern erneuert wurde und so nur noch wenige Elemente der ursprünglichen Raumeinteilung erhalten blieben. In diesem Zustand wurde das Haus etwa 20 Jahre lang bis nach Wieland Wagners Tod 1966 von ihm und seiner Familie bewohnt.
Das Haus war bis 1973 im Besitz der Familie Wagner. Winifred Wagner erhielt nach dem Abzug der amerikanischen Truppen 1957 das Siegfried-Wagner-Haus zurück. Sie kehrte aus ihrem Exil in Oberwarmensteinach im Fichtelgebirge dorthin zurück und bewohnte es bis zu ihrem Tod 1980. Mit der Gründung der Richard-Wagner-Stiftung Bayreuth am 1. Mai 1973 ging Wahnfried durch Schenkungsurkunde vom 24. April 1973 in das Eigentum der Stadt Bayreuth über, die zudem das Siegfried-Wagner-Haus für 600.000 DM käuflich erwarb. In den frühen 1990er Jahren ließ die Stadt das Siegfried-Wagner-Haus sanieren und übergab es am 24. Juli 1992 an die Richard-Wagner-Stiftung.
Von 1972 bis 1976 wurden Haus und Park in der ursprünglichen Form wiederhergestellt. Die Stadt stellte das Anwesen der Richard-Wagner-Stiftung als Dauerleihgabe zur musealen Nutzung zur Verfügung. Seit 1976 ist im Haus Wahnfried das Richard-Wagner-Museum mit einer ständigen Ausstellung über Richard Wagner und die Bayreuther Festspiele beheimatet. Angegliedert sind ein Nationalarchiv und die Forschungsstätte der Richard-Wagner-Stiftung.

## Bauausführung und Aufteilung
Die Außenmauern des dreitraktigen Gebäudes bestehen ortstypisch aus Sandsteinquadern mit Ziegelmauerwerk innen. Bemerkenswert bei der Innengestaltung der Räume ist – entgegen allen zeitgenössischen Vorwürfen von Verschwendungssucht – Wagners ausdrückliche Absage an jeden Luxus vor allem bei der Materialwahl. Der Grundriss des Hauses mit Keller, Erd-, Ober- und Zwischengeschoss auf einer Grundfläche von rund 21 × 17 Metern ist eine Reminiszenz an die oberitalienischen Renaissance-Villen im Stil Andrea Palladios, ebenso die Disposition der Fassaden und die Rotunden-Apsis, welche den Wohn- und Bibliotheksraum („Saal“) zur südlichen Gartenseite hin abschließt.

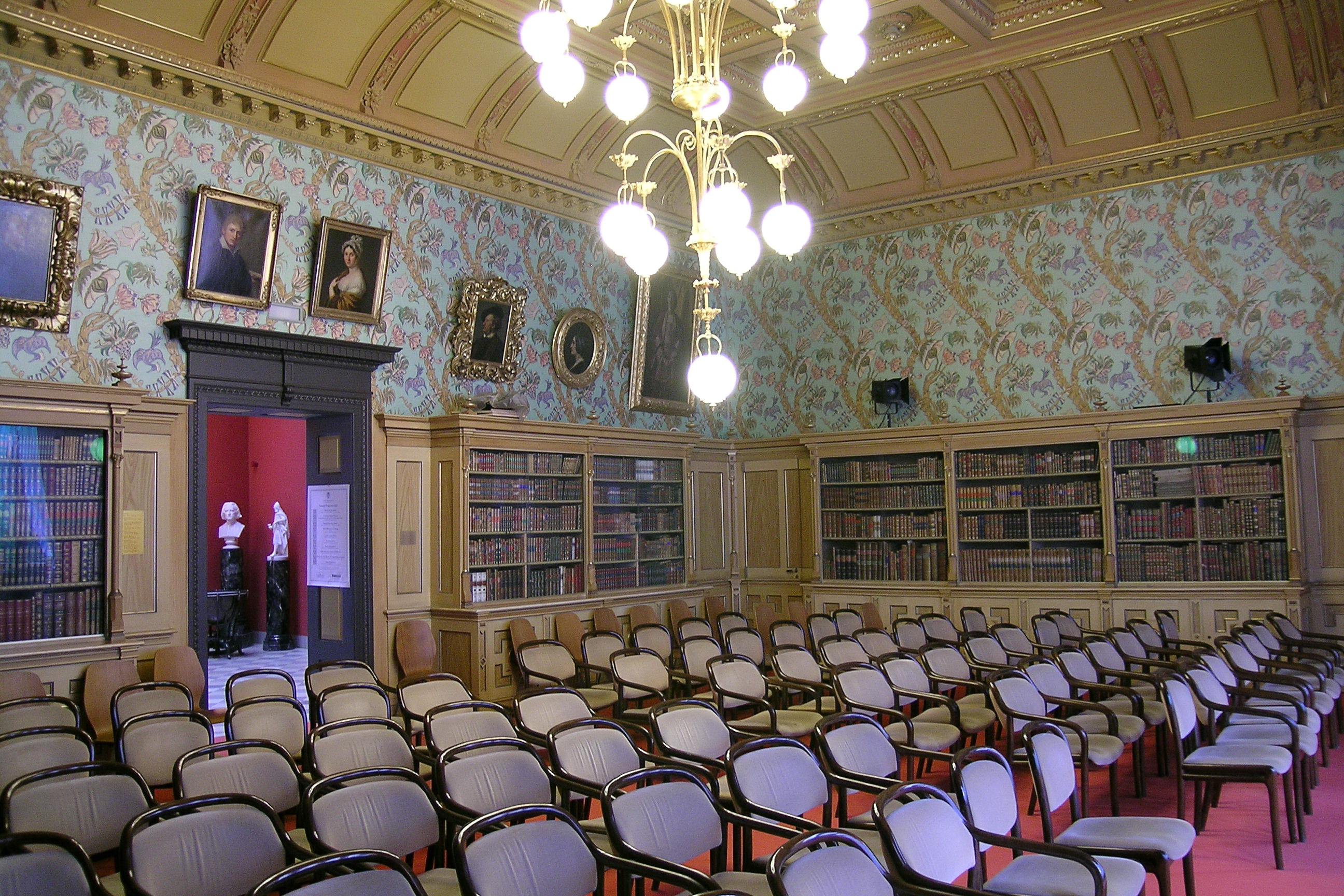
Großer Saal mit Bibliothek

Das Erdgeschoss von Wahnfried besteht aus zwei großen, repräsentativen Räumen, der Halle und dem großen Saal. Im Saal sind die originale Bibliothek Richard Wagners, bestehend aus ca. 2500 Handeinbänden des Bayreuther Buchbinders Christian Senfft in rekonstruierten Regalschränken, und der Konzertflügel Centennial D von 1876 aufgestellt, ein Geschenk von William Steinway an Wagner anlässlich der Eröffnung des Festspielhauses. Dieser Flügel wird für Konzerte spielbereit gehalten; trotz seines Alters ist dies aufgrund seiner modernen Konstruktion problemlos möglich. Wagners Schwiegervater Franz Liszt gefiel dieser Flügel außerordentlich – Liszt bekam ebenfalls einen Konzertflügel Centennial D. Kleinere – seitlich angrenzende Räume waren ursprünglich Speisezimmer, der Salon Cosimas und Gästezimmer. Über eine einfache Holztreppe vom Foyer aus sind die Privaträume und die Galerie über der Halle zugänglich und miteinander verbunden: die früheren Kinderzimmer sowie Richards und Cosimas Schlaf- und sein Arbeitszimmer. Gearbeitet hat Richard Wagner aber auch im großen Saal im Erdgeschoss, der allgemein als Wohnzimmer diente.
Zwischen den beiden Stockwerken befindet sich noch ein niedrigeres, mit Bade- und Ankleidezimmern. Dieses Zwischengeschoss bedeckt ca. ein Viertel der Grundfläche (Salon und Halle sind mit ihrer größeren Raumhöhe durchgehend). Es ist architektonisch dadurch versteckt, dass es von innen durch die oben erwähnte Haupttreppe nicht erschlossen wird und keine Fenster zu Vorder- und Rückseite besitzt. Zugänglich ist es durch die zwei durchgehenden Nebentreppen sowie von oben durch einzelne Treppen aus den jeweiligen Schlaf- und Kinderzimmern. Sämtliche Fenster im Zwischengeschoss liegen an den durch die Lage weniger beachteten Flanken des Hauses.
Die Wirtschaftsräume befanden sich allesamt im Untergeschoss.

## Richard-Wagner-Museum
Das Haus Wahnfried beherbergt seit 1976 das Richard-Wagner-Museum. Museumsleiter ist seit 1993 Sven Friedrich.

### Vorgeschichte
Vorläufer des Richard-Wagner-Museums war die Richard-Wagner-Gedenkstätte im Nordflügel („Damenflügel“) des Neuen Schlosses Bayreuth mit dem Nachlass Carl Friedrich Glasenapps, Verfasser der ersten und umfangreichsten Wagner-Biographie. Dessen Pflegetochter, die „glühende Nationalsozialistin“ Helena Wallem, hatte – zunächst in ihrer Privatwohnung – zur Wiedereröffnung der Festspiele nach dem Ersten Weltkrieg 1924 ein Glasenapp-Gedenkzimmer und einen biographischen Richard-Wagner-Saal eingerichtet.

### Richard-Wagner-Gedenkstätte im Neuen Schloss
1927 wurde Wallems Sammlung von der Stadt Bayreuth erworben. Auf Befehl Adolf Hitlers wurde unter ihrer Leitung in den 1930er Jahren im Damenflügel des Neuen Schlosses (am späteren Glasenappweg) die Richard-Wagner-Gedenkstätte eingerichtet. In drei Sälen wurden Bilder und Dokumente zu Wagners Leben und Werk gezeigt, eine umfangreiche Bibliothek und eine Schallplattensammlung sowie mehrere tausend Briefe und sonstige Dokumente von und an Wagners Familie und deren Umkreis kamen später hinzu. Nach dem Zweiten Weltkrieg übernahm mit Joachim Bergfeld ein ehemaliger Mitarbeiter des Reichspropagandaministeriums die Leitung.
Mit der Gründung der Richard-Wagner-Stiftung 1973 wurden die Bestände der Gedenkstätte und die Bestände des von Otto und Gertrud Strobel betreuten Richard-Wagner-Familienarchivs (Wahnfried-Archiv) zusammengeführt. Das Richard-Wagner-Familienarchiv umfasste den gesamten Nachlass von Richard und Cosima Wagner und den künstlerischen Nachlass Siegfried Wagners. 1973 wurde Manfred Eger Leiter der Richard-Wagner-Gedenkstätte.

### Richard-Wagner-Museum im Haus Wahnfried

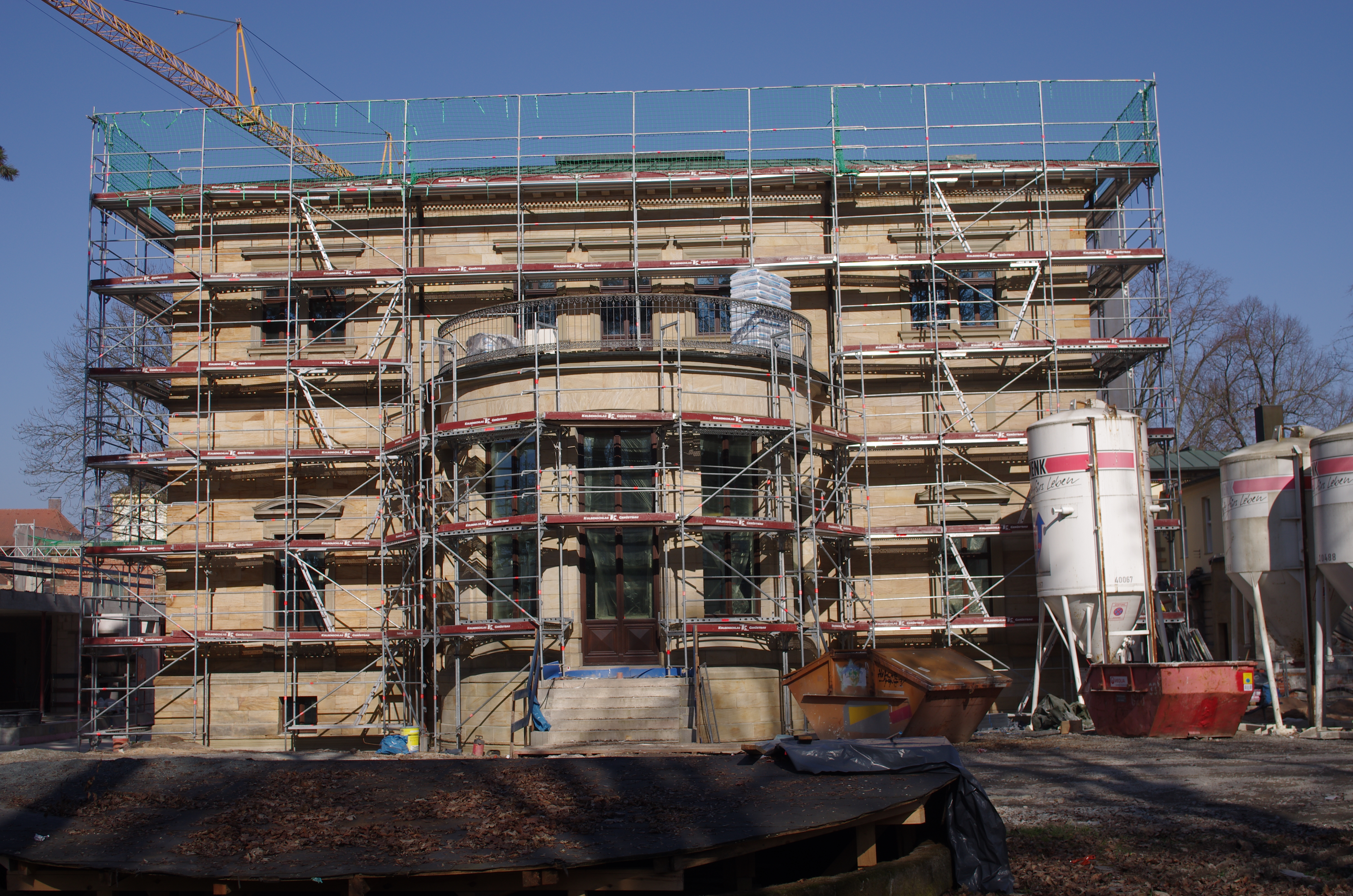
Rückansicht während der Sanierungsarbeiten 2014

1976 überführte Manfred Eger die Bestände der Gedenkstätte in das Richard-Wagner-Museum im Haus Wahnfried und hatte bis 1993 dessen Leitung inne.
Anlässlich des 200. Geburtstags Richard Wagners im Jahr 2013 wurde das Museum baulich saniert, erweitert und umgestaltet. Ein zusätzliches Gebäude auf dem Grundstück wurde nach dem Entwurf des Architekten Volker Staab errichtet. Während des Umbaus bestand zwischen 2012 und 2015 die Möglichkeit, sich im gegenüberliegenden Infopoint „bau.schau.stelle“ über den Stand der Baumaßnahme zu informieren. Laut Kostenplan vom Dezember 2011 verzögerte sich der Beginn der Bauarbeiten, so dass erst 2013 mit dem Umbau begonnen wurde. Anfang März 2012 wurden als Bauvorleistung mehrere Bäume des Wahnfriedparks gefällt, obwohl die Finanzierung der Baumaßnahmen zu diesem Zeitpunkt noch nicht gesichert war. Hierfür wurden seitens der Stadt die Baumschutzverordnung und die Vogelschutzbestimmungen missachtet bzw. kurzerhand außer Kraft gesetzt.
Iris Wagner, eine Urenkelin Richard Wagners, beantragte im Juni 2012 eine einstweilige Verfügung gegen den Erweiterungsbau. Sie argumentierte, ein geplantes „Café mit Außenbetrieb“ neben der Gruft sei eine „starke Verletzung des Wagner’schen Willens und eine ästhetische Zumutung“. Auch in der örtlichen Bevölkerung war die vom Stadtrat beschlossene Baumaßnahme nicht unumstritten. Ende Juni 2012 befürwortete der Stadtrat mehrheitlich eine Kompromisslösung, die eine räumliche Verlagerung des Cafés, aber nicht, wie vom Bauausschuss angeregt, den Verzicht auf einen unterirdischen Verbindungstrakt zwischen den Gebäuden und einen Aufzug vorsah.
Im Juli 2015 wurde das Museum nach einer dreijährigen Schließung wiedereröffnet. Es umfasst das Haus Wahnfried, das Siegfried-Wagner-Haus und einen nach Plänen des Berliner Architektenbüros Volker Staab errichteten Neubau.

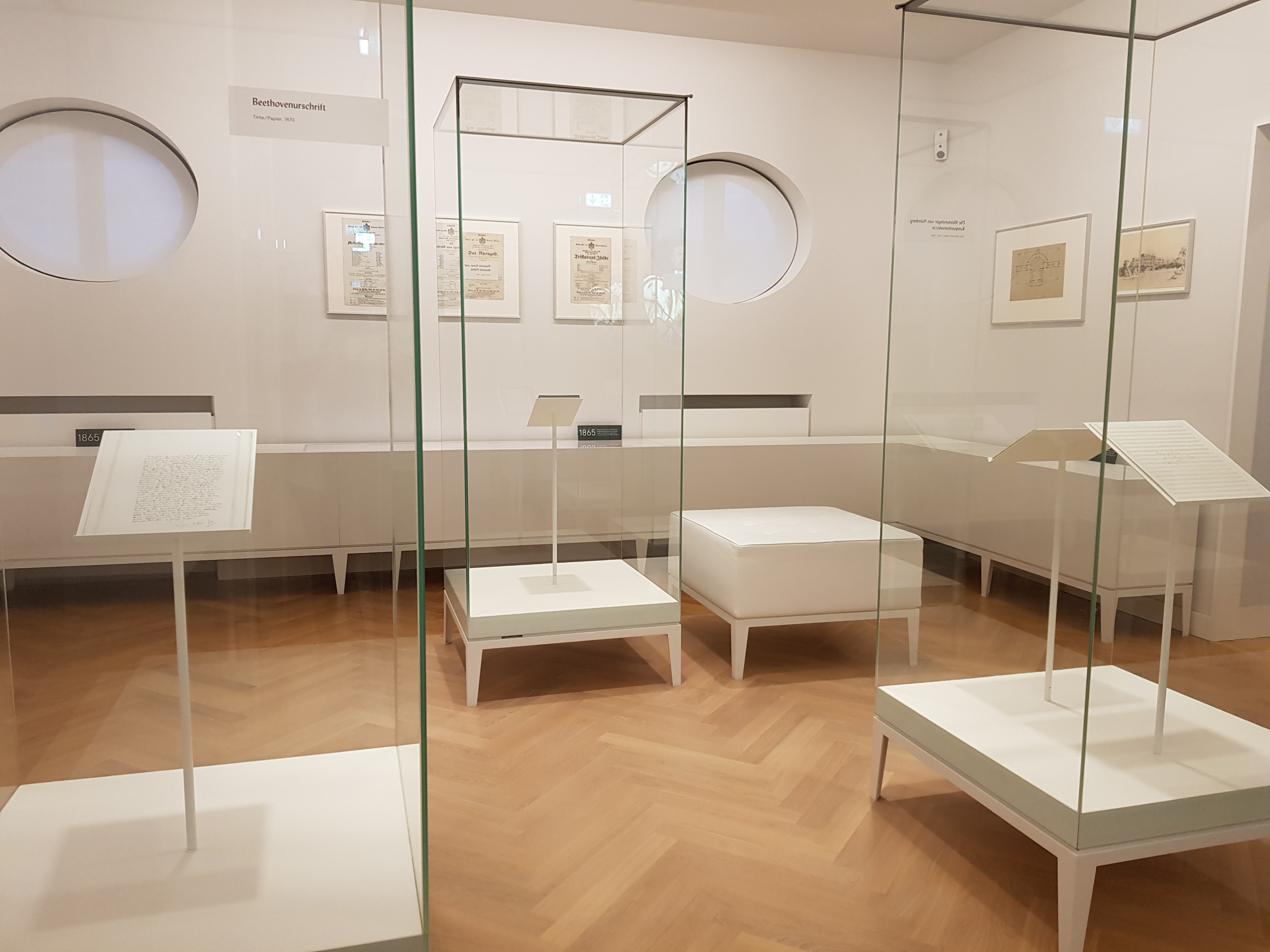
Ausstellungsraum im Obergebäude
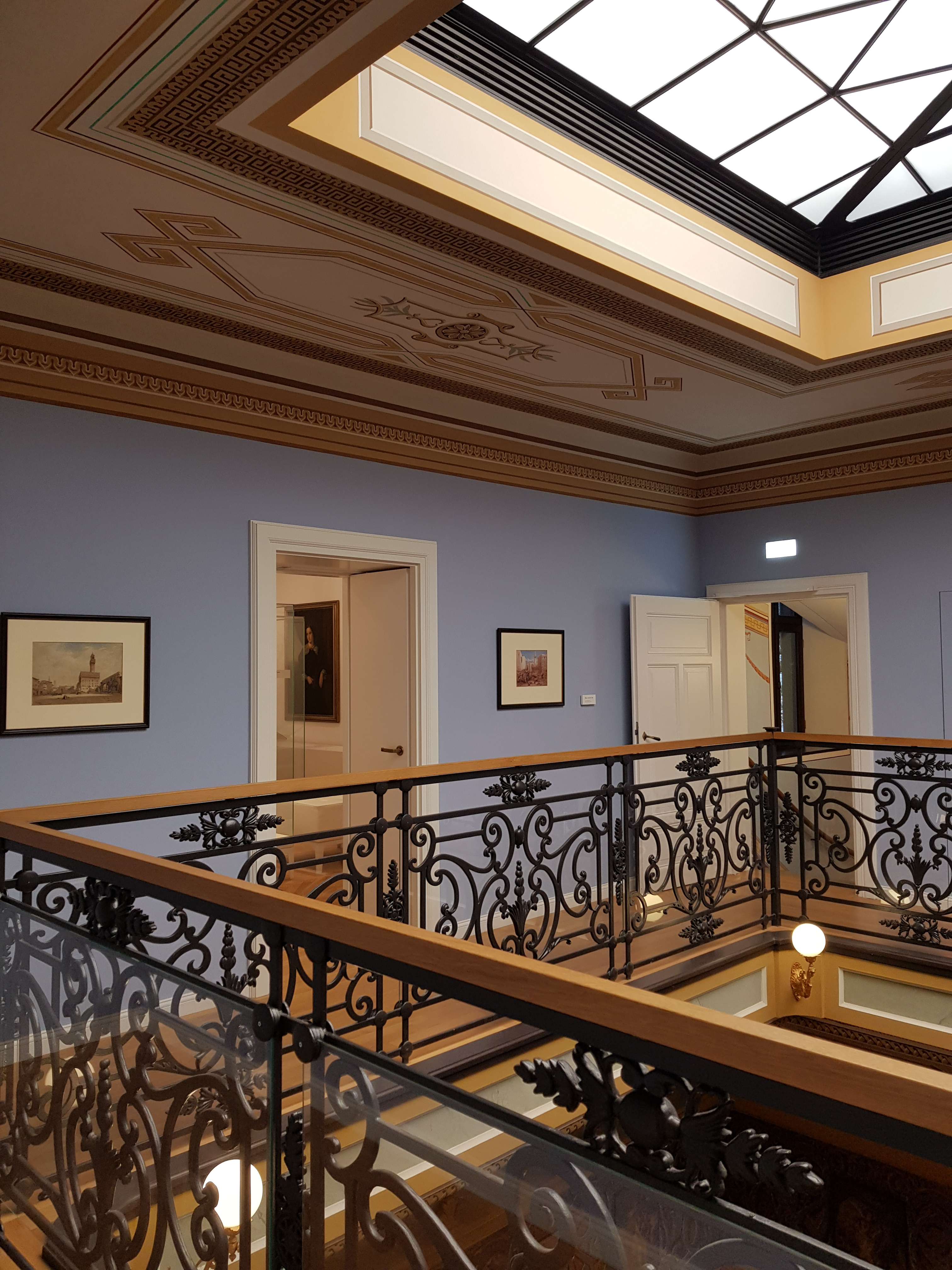
Balustrade mit angrenzenden Ausstellungsräumen
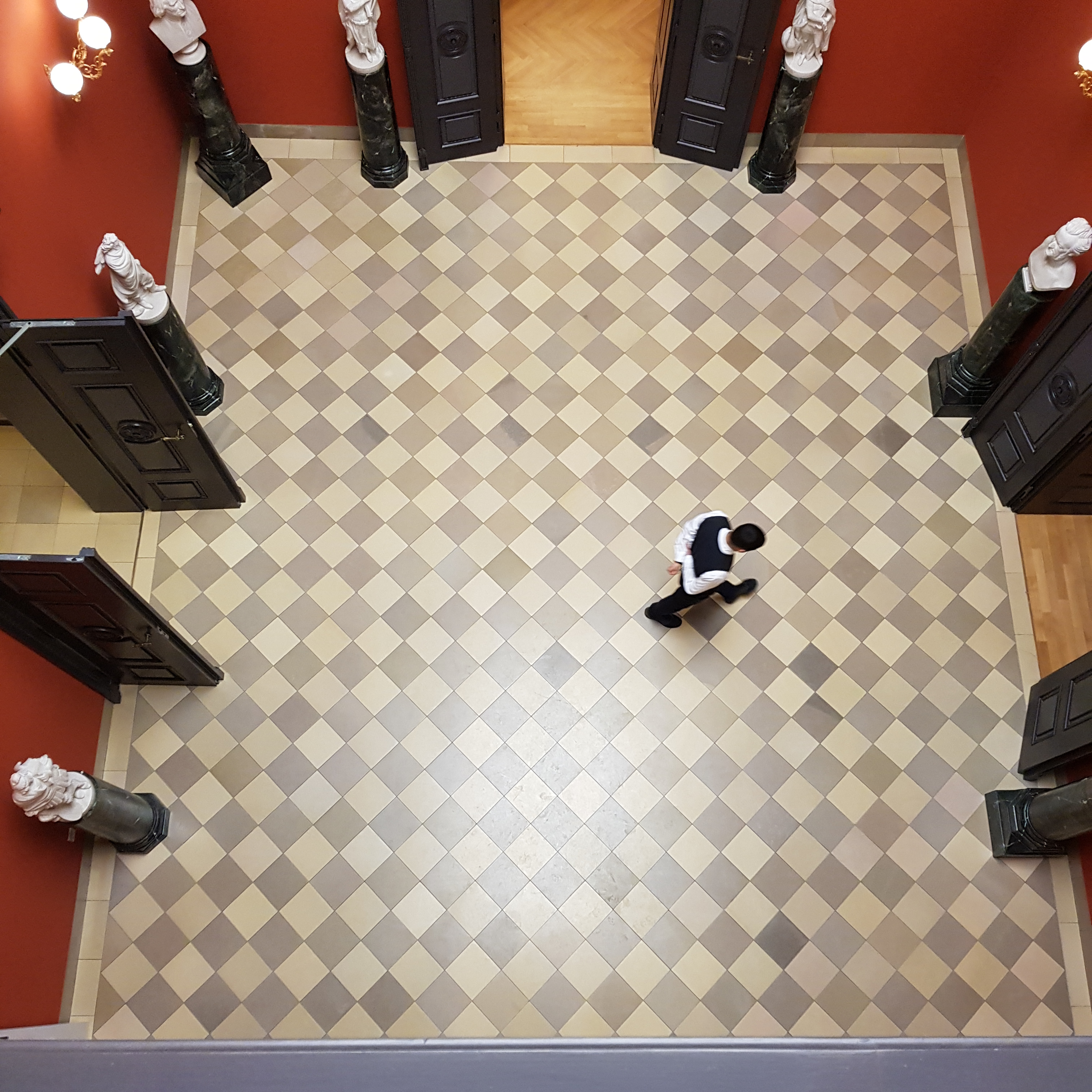
Entrée von oben

## Sonstiges

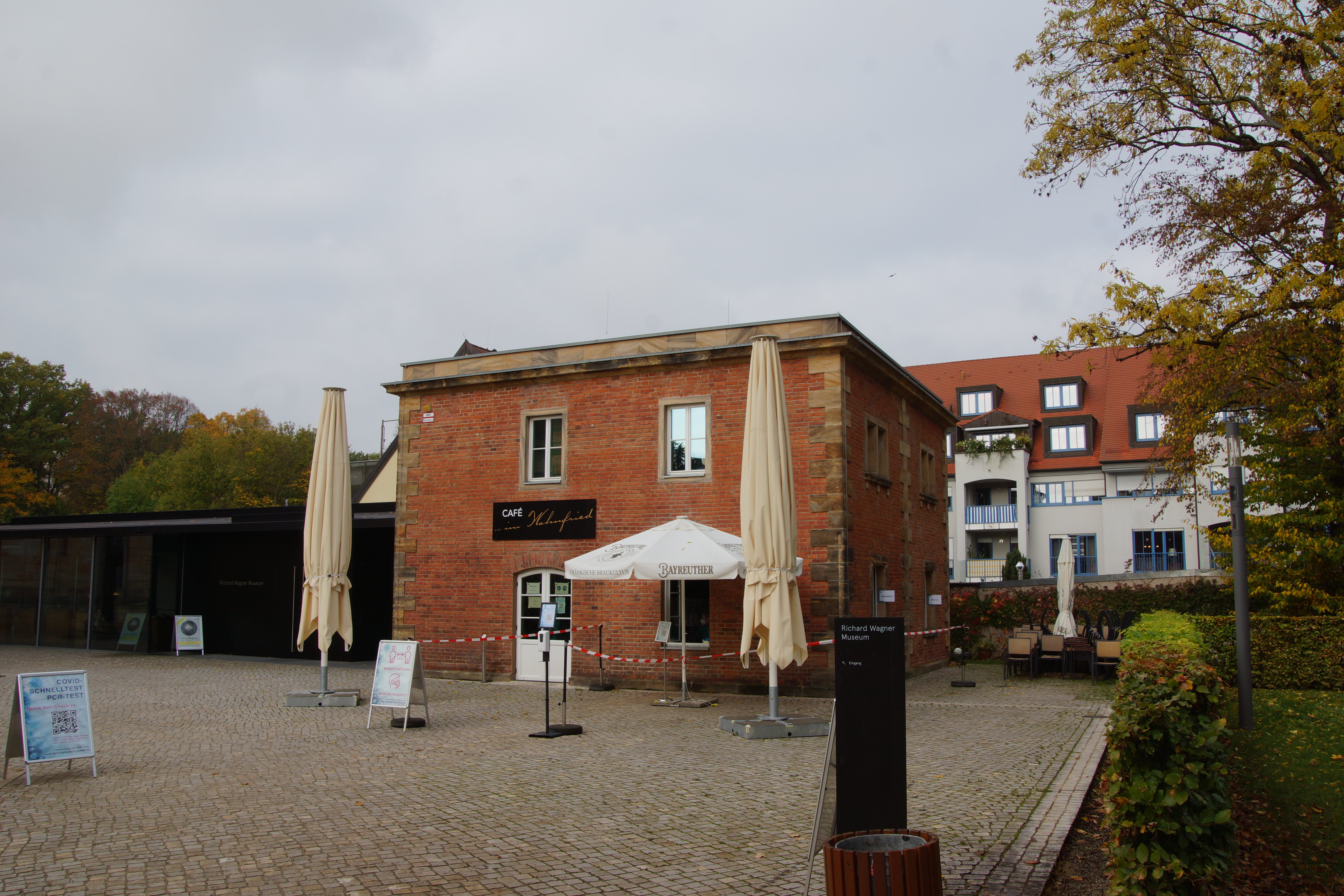
Ehemaliges Gärtnerhaus

Im ehemaligen Gärtnerhaus, einem roten Ziegelbau, existiert seit 2019 das privat geführte Café Wahnfried.